# Lucinoma kazani
Lucinoma kazani is een tweekleppigensoort uit de familie van de Lucinidae. De wetenschappelijke naam van de soort is voor het eerst geldig gepubliceerd in 2002 door Salas & Woodside.